# 扎博洛特齊 (伊瓦尼奇區)
50°37′47″N 24°17′13″E / 50.62972°N 24.28694°E
扎博洛特齊（羅馬化：Zabolottsi）是烏克蘭的村落，位於該國西部沃倫州，由沃洛德米爾區負責管轄，始建於1550年，面積22.4平方公里，海拔高度214米，2001年人口1,027，人口密度每平方公里45.85人。